# پل بی. ویز
پل بی. ویز (انگلیسی: Paul B. Weisz; ۲ ژوئیهٔ ۱۹۱۹ – ۲۶ ژانویهٔ ۲۰۰۵) فیزیک‌دان، شیمی‌دان، استاد دانشگاه، و مهندس اهل ایالات متحده آمریکا بود.
وی همچنین برندهٔ جوایزی همچون مدال ملی فناوری و نوآوری شده‌است.